# Pierre-Joseph Thoulier d'Olivet
Pierre-Joseph Thoulier d'Olivet, dit l'abbé d'Olivet, né à Salins le 1er avril 1682 et mort à Paris le 8 octobre 1768, est un homme d'Église, grammairien et traducteur français.

## Vie et œuvre
De petite noblesse, il entre dans l'ordre des Jésuites, qu'il quitte en 1705 pour se consacrer à la grammaire de la langue française, à la traduction des œuvres de Cicéron et de Démosthène, ainsi qu'à l'édition d'ouvrages de ses contemporains. Il est également conseiller d’honneur de la chambre des comptes de Dole.
Ami de Boileau et professeur de Voltaire, il fréquente le salon de la marquise de Lambert. Il est élu membre de l'Académie française en 1723. Il devient l'un des rédacteurs les plus actifs du Dictionnaire et il est le continuateur de l'Histoire de l'Académie française commencée par Paul Pellisson. Voltaire a dit de lui qu'il était
« célèbre dans la littérature par son Histoire de l’Académie, lorsqu’on désespérait d’en avoir jamais une qui égalât celle de Pellisson. Nous lui devons les traductions les plus élégantes et les plus fidèles des ouvrages philosophiques de Cicéron, enrichies de remarques judicieuses. Toutes les œuvres de Cicéron imprimées par ses soins et ornées de ses remarques, sont un beau monument qui prouve que la lecture des anciens n’est point abandonnée dans ce siècle. Il a parlé sa langue avec la même pureté que Cicéron parlait la sienne, et il a rendu service à la grammaire française par les observations les plus fines et les plus exactes. On lui doit aussi l’édition du livre de la Faiblesse de l’Esprit humain, composé par l’évêque d’Avranches, Huet, lorsqu’une longue expérience l’eut fait enfin revenir des absurdes futilités de l’école, et du fatras des recherches des siècles barbares. »

## «Pour bien parler français»
« On entend assez ce que c'est que l'accent national ou provincial. Accent, pris en ce sens, embrasse tout ce qui a rapport à la prononciation ; et par conséquent, outre les diverses inflexions de la voix, il embrasse la quantité. Ainsi l'accent gascon, outre qu'il élève la voix où il ne faut pas, abrége beaucoup de syllabes longues ; et l'accent normand, outre qu'il baisse  souvent la voix où il ne faut pas, allonge beaucoup de syllabes brèves. Pour les fautes qui regardent la quantité, j'espère qu'un homme de province trouvera quelques secours dans le quatrième article de ce traité. Pour la manière de gouverner sa voix, en quoi consiste proprement l'accent, elle ne s'enseigne point par écrit. On peut envoyer un opéra en Canada, et il sera chanté à Québec, note pour note, sur le même ton qu'à Paris : mais on ne sauroit envoyer une phrase de conversation à Montpellier ou à Bordeaux, et faire qu'elle y soit prononcée, syllabe pour syllabe, comme à la cour. Aussi est-ce une ancienne maxime, que, pour bien parler françois, il ne faut point avoir d'accent. Par-là, sans doute, on n'a pas voulu nous faire entendre qu'il falloit être monotone ; on a seulement voulu dire qu'il ne faut point avoir l'accent de telle ou telle province ; car chaque province a le sien. »

## Ouvrages
- Histoire de l'Academie françoise, II. Depuis 1652 jusqu'à 1700, 1729 Texte en ligne
- Traité de la prosodie françoise, 1737 Texte en ligne
- Remarques de grammaire sur Racine, 1738
- Remarques sur la langue françoise, 1767 ; 1771 ; 1968

Traductions
- Les Catilinaires  de Cicéron, oraisons première, seconde, troisième et quatrième, en latin et en françois, 1726 Texte en ligne
- Oraisons de Démosthène et de Cicéron, 1727
- Entretiens sur la nature des dieux, de Cicéron, 1731
- Tusculane de Cicéron sur le mépris de la mort, 1732
- Philippiques de Démosthène et Catilinaires de Cicéron, 1736
- Pensées de Cicéron, traduites pour servir à l'éducation de la jeunesse, 1744

Édition
- Huetiana, ou Pensées diverses de M. Huet, Paris : J. Estienne, 1722

- Traité philosophique de la faiblesse de l'esprit humain de M. Huet, Londres : J. Nourse, 1741.

Correspondance
- Correspondance littéraire du président Bouhier, Lettres de Pierre-Joseph Thoulier abbé d'Olivet (1719 1745), Saint-Etienne, 1997